# Bradypterus barratti
El zarzalero de Barratt (Bradypterus barratti) es una especie de ave paseriforme de la familia Locustellidae propia del África austral.

## Distribución y hábitat
Se encuentra únicamente en el sureste de África, distribuido por Sudáfrica, Lesoto, Zimbabue y Mozambique. Su hábitat natural son los bosques subtropicales montanos.